# Deutsche Frühjahrsoffensive 1918
Als Frühjahrsoffensive bezeichnet man eine Serie von fünf Offensiven des deutschen Heeres an der Westfront des Ersten Weltkriegs im Frühjahr des letzten Kriegsjahres 1918. Die erste begann am 21. März 1918; die fünfte Mitte Juli – ein letzter deutscher Offensivversuch an der Marne. Angefangen mit der Operation Michael (auch Große Schlacht in Frankreich oder Kaiserschlacht genannt) war die Frühjahrsoffensive der letzte Versuch des Deutschen Kaiserreichs, an der Westfront einen für die Mittelmächte günstigen Ausgang des Krieges herbeizuführen.
Die Angriffsoperationen kamen für die Entente-Mächte überraschend, da sie an einen nahen Zusammenbruch des deutschen Heeres glaubten. Nach einer schweren Krise einigten sich Großbritannien und Frankreich unter dem Druck der Lage, die Westfront unter das Oberkommando des französischen Marschalls Ferdinand Foch zu stellen. Gegen den verstärkten Widerstand der beiden westlichen Hauptmächte, unterstützt durch die American Expeditionary Forces und eine Reihe weiterer verbündeter Nationen, erlahmte die Kraft der deutschen Offensiven schließlich nach drei Monaten; ab Mitte Juli 1918 ging die Initiative endgültig an die Entente über. Damit hatte die deutsche Oberste Heeresleitung an der Westfront keinen Handlungsspielraum mehr. Dies zeigte sich ab dem ersten Tag der Schlacht bei Amiens (8. August, Schwarzer Tag des deutschen Heeres). Nach weiteren Monaten schwerer Abwehrkämpfe verlangte die Militärführung Ende September 1918 einen Waffenstillstand.

## Anlass und strategische Ziele

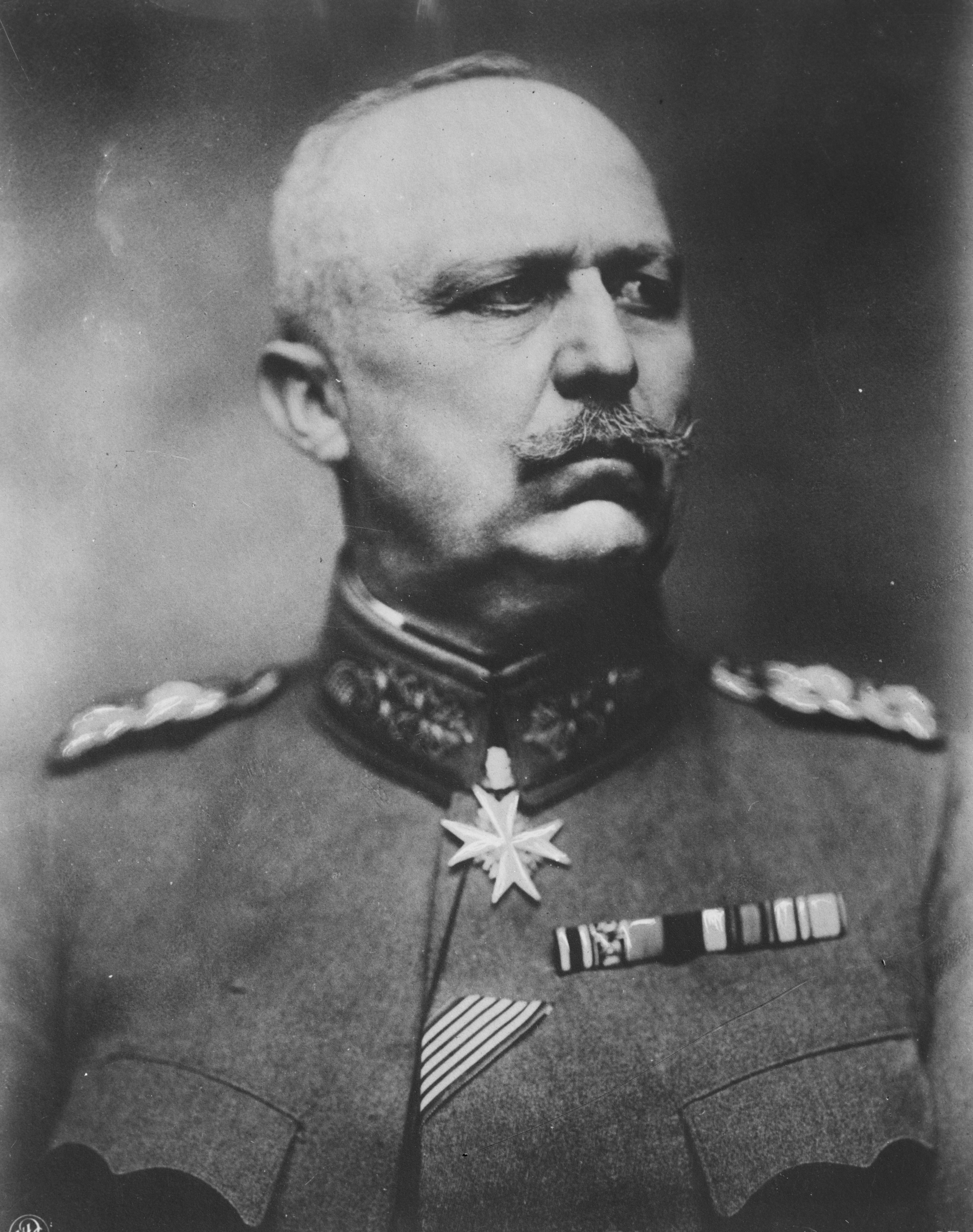
General Erich Ludendorff, der Chef der deutschen Heeresleitung

Nach drei Jahren ergebnisloser Kämpfe und Millionen von Toten stand eine Entscheidung des Ersten Weltkrieges Anfang 1918 noch immer aus. Zuletzt waren die deutschen Truppen an der Westfront Anfang 1916 vor Verdun zum Angriff übergegangen. Die damals von der deutschen Militärführung unter Erich von Falkenhayn verfolgte Strategie des Weißblutens (Ermattungsstrategie) hatte sich allerdings als Fehlschlag erwiesen. Auf längere Sicht waren die Mittelmächte den Westmächten allein schon zahlenmäßig unterlegen, daher selbst stärker von der Gefahr der Erschöpfung bedroht als die Entente und zudem durch die britische Seeblockade abgeschnürt. So musste die deutsche Offensive auf Verdun bereits Mitte 1916 abgebrochen werden, zudem sah man sich seit dem Beginn der Schlacht an der Somme in schweren Materialschlachten in die Defensive gedrängt. Zwar erbrachten auch die koordinierten Angriffe der Entente an der Westfront, Ostfront und der neuen rumänischen Front keinen Erfolg, doch waren die Mittelmächte in der zweiten Hälfte des Jahres 1916 einer gefährlichen Überspannung ihrer Kräfte nahe. Es drohte die Erschöpfung ihrer materiellen Ressourcen.
Falkenhayn wurde 1916 abgesetzt, einen strategischen Ausweg aus der verfahrenen Lage fand allerdings auch die 3. Oberste Heeresleitung, bestehend aus Paul von Hindenburg und Erich Ludendorff, nicht. Mehr denn je war man in der Folgezeit an der Westfront unter dem Druck der Entente in eine defensive Grundhaltung gezwungen, die Ludendorff reorganisierte. Resultat dessen war zum Beispiel das Unternehmen Alberich Anfang 1917, eine Verkürzung der Westfront durch den Rückzug in die Siegfriedstellung, und die allgemeine Einführung eines flexibleren Verteidigungssystems: Man ging vom bisher praktizierten starren Festhalten der vordersten Linie ab, weil dieses Verfahren besonders wegen der artilleristischen Überlegenheit der Entente zu hohe Personalverluste gekostet hatte.
Auf die Kaiserliche Marine, die sich immer der besonderen Förderung durch Kaiser Wilhelm II. erfreut hatte, waren vor dem Krieg große Stücke im Hinblick auf eine entscheidende Rolle in einem künftigen Krieg gesetzt worden. Diese Hoffnungen waren enttäuscht worden, auch die hinsichtlich der beidseitigen Verlustzahlen taktisch erfolgreiche Skagerrakschlacht Mitte 1916 brachte keine strategische Verbesserung. Nun versuchte die Marine, durch den uneingeschränkten U-Boot-Krieg einen entscheidenden Beitrag zum Sieg zu leisten, indem sie England und Frankreich von ihrem wichtigen Rüstungslieferanten, den USA, abzuschneiden suchte. Auch wenn die Versenkungserfolge spektakulär waren und Großbritannien tatsächlich in Bedrängnis brachten, hatte die deutsche U-Boot-Offensive eine äußerst verhängnisvolle Auswirkung: Sie war Hauptgrund für den Kriegseintritt der Vereinigten Staaten am 6. April 1917 als assoziierte Macht auf Seiten der Entente. Somit hatte sich das Kräftegleichgewicht gegen Deutschland und seine Verbündeten verschoben, sofern den Amerikanern genug Zeit gegeben wurde, ihr industrielles Potential und die Armee zu mobilisieren und in Europa zum Einsatz zu bringen. Dass die damit erreichte materielle Überlegenheit der Entente zur nahezu unvermeidbaren Niederlage Deutschlands an der Westfront führen würde, erkannte man auch in der deutschen Obersten Heeresleitung.
Das zweite Halbjahr 1917 an der Westfront prägten die mit großem Einsatz geführten britischen Angriffe in Flandern. Zwar hielt die deutsche Front stand, allerdings nur um den Preis weiterer hoher Verluste. Es war fraglich, wie lange sich die Widerstandskraft der deutschen Armee in der auf Dauer zermürbenden Defensive noch aufrechterhalten ließ, angesichts der bereits jetzt bestehenden, vor allem materiellen Überlegenheit der Entente. Zwar schien die Lage Ende 1917 für Deutschland recht positiv, nachdem Russland durch die Revolution als Kriegsgegner an der Ostfront ausgeschieden war, ebenso das Königreich Rumänien. Darüber hinaus war gemeinsam mit Österreich-Ungarn ein großer Erfolg – wenn auch kein Durchbruch – an der Front gegen Italien erzielt worden. Mit der Ukraine schloss Deutschland Anfang 1918 einen Vertrag um Lebensmittel, den sogenannten Brotfrieden. Trotzdem standen die der Entente an Ressourcen unterlegenen Mittelmächte am Rande der Erschöpfung. Die Westfront konnte von den Deutschen nach schweren Abwehrkämpfen während des ganzen Jahres 1917 gegen Franzosen und Briten gehalten werden und verharrte immer noch im Stellungskrieg. Nun versprach die Entlastung an der Ostfront eine Verstärkung der deutschen Westfront und dort einen Übergang zur Offensive, möglichst vor dem erwarteten Eintreffen starker US-Kräfte in Europa.
Bereits im November 1917 wurden unter der Federführung von General Erich Ludendorff die Planungen für eine finale Offensive der deutschen Streitkräfte an der Westfront begonnen. Endziel dieser Offensive war die Eroberung der französischen Hauptstadt Paris und das Heranrücken an den Ärmelkanal, um Frankreich von jedem Nachschub aus Übersee abzuschneiden. Diese starke strategische Position wurde von der deutschen Führung als eine mögliche Verhandlungsposition für einen Siegfrieden und somit die Beendigung des Krieges gesehen. Die Offensive der Mittelmächte wurde trotz Material- und Menschenmangel möglich, weil Sowjetrussland den Friedensvertrag von Brest-Litowsk unterzeichnete und so viele Verbände, die zuvor an der Ostfront im Einsatz gewesen waren, an die Westfront verlegt werden konnten.

## Taktische Innovationen

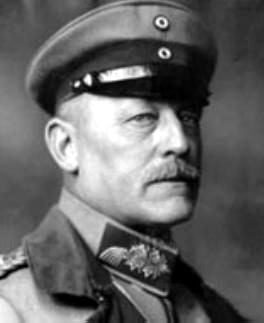
General Oskar von Hutier, Oberbefehlshaber der deutschen 18. Armee

Da die „Abnutzungsstrategie“ General Falkenhayns keine Entscheidung des Krieges herbeiführte und durch die enormen Verluste bei gleichzeitiger Unterlegenheit an Ressourcen dem Kaiserreich über kurz oder lang die Niederlage einbringen würde, entschied man sich zu einem taktischen Paradigmenwechsel.
Hierbei griff der Generalstab auf das von Sturmbataillonen entwickelte und von General Oskar von Hutier bei der Schlacht um Riga und Cambrai erfolgreich erprobte Stoßtruppverfahren zurück. Bei dieser Variante gab es keinen schwerfälligen Angriff auf breiter Front nach einer langen Artillerievorbereitung, sondern schon vor dem Beschuss sollten kleine Kampfgruppen in das feindliche Grabensystem „einsickern“. Es wurde weiterhin ein verbessertes Artillerieverfahren, das von Oberst Georg Bruchmüller erfundene Buntschießen unter Einschluss von Luftbildfotografie zur Stellungsaufklärung, angewandt. Nach einem kurzen, aber durch Gaseinsatz effektiven Artillerieschlag sollten Infanterietruppen nachrücken und verbliebene Widerstandsnester ausräumen. Dabei sollte die Koordination der Truppen weniger durch den Stab, sondern an der Front selbst erfolgen. War ein Trupp an den anderen herangelangt, rückte er weiter vor und umgekehrt. Das Revolutionäre daran waren die Ausnutzung des Überraschungsmoments, die Umgehung von Stellungen starken Widerstands durch die Stoßtrupps der Vorhut und ein relativ autonomes Handeln der Offiziere auf Kompanieebene (die so genannte „operative Eigenständigkeit“). Damit enthielt diese Taktik schon drei wesentliche Elemente des Blitzkriegs im Zweiten Weltkrieg.

## Verlauf

### Unternehmen Michael

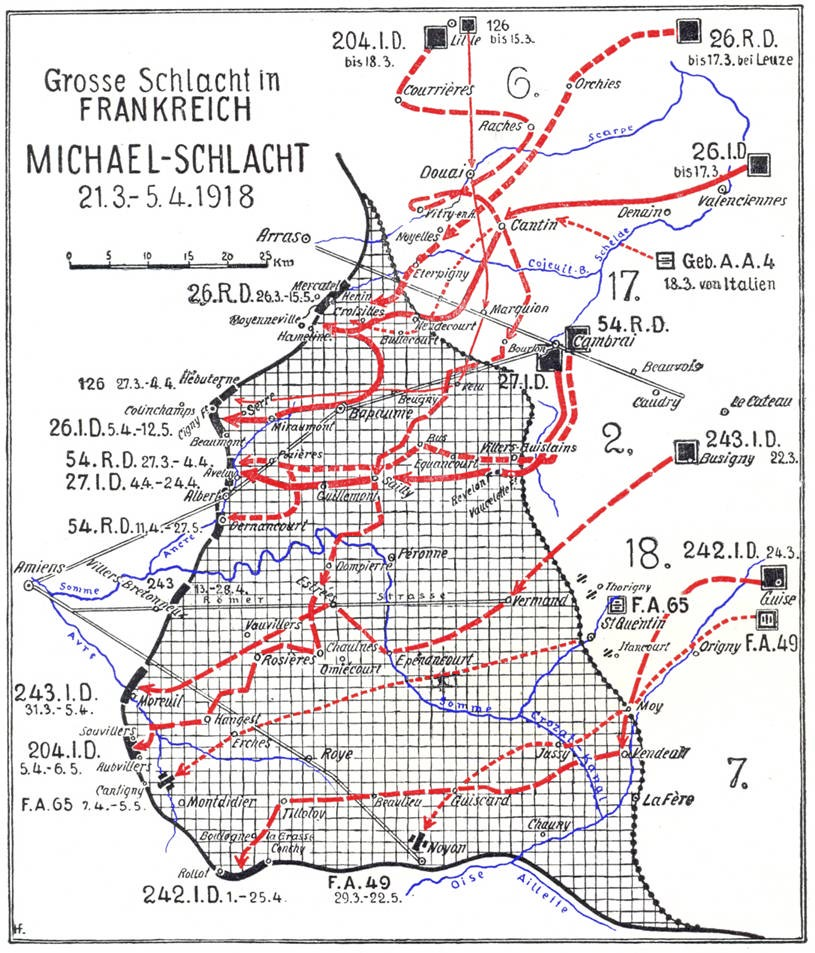
Operation Michael in der deutschen Frühjahrsoffensive 1918

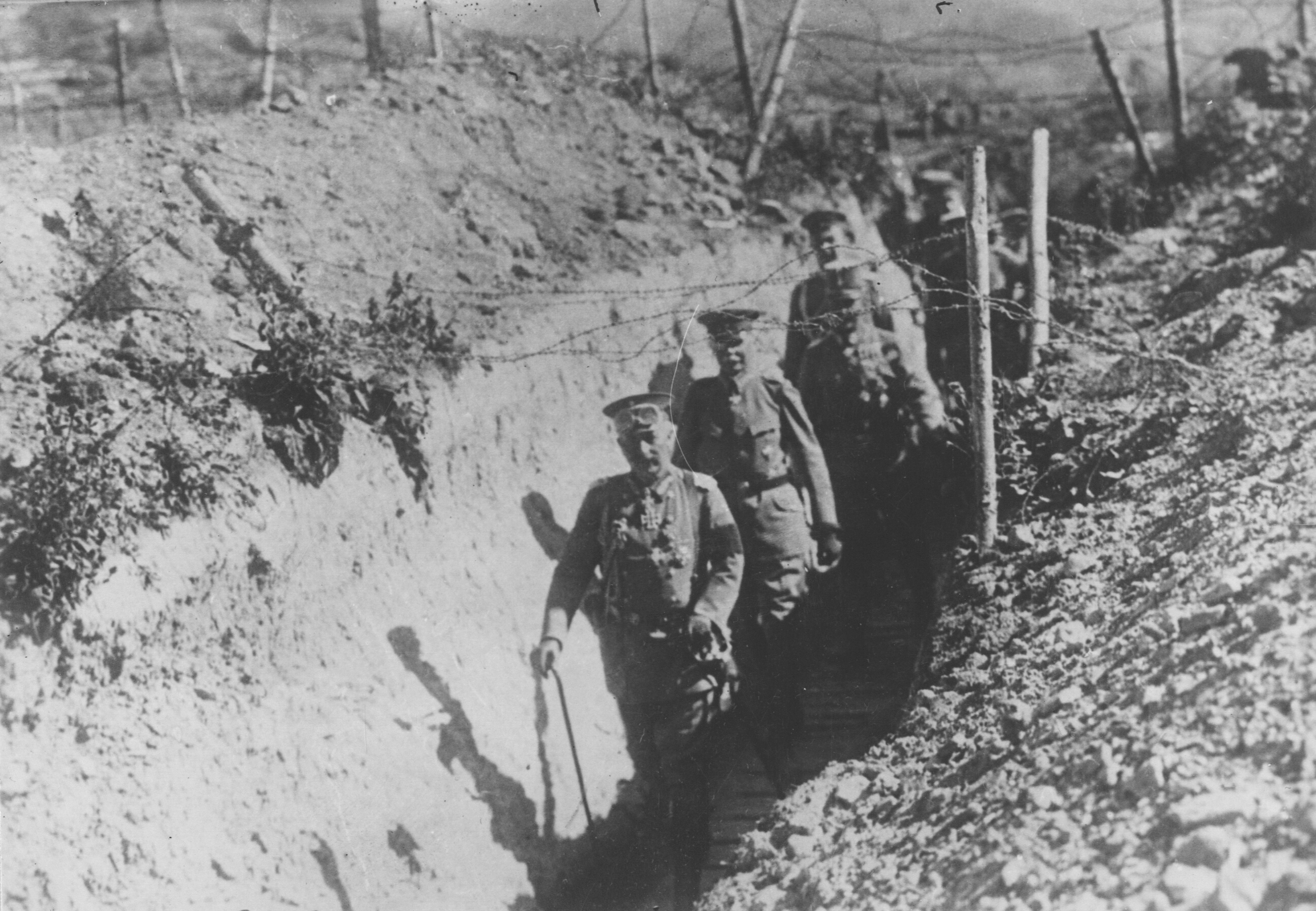
Kaiser Wilhelm II. besichtigt während der „Kaiserschlacht“ eine Grabenanlage (4. April 1918)

Die Operation Michael war die erste von fünf Offensiven im Raum zwischen Bapaume und Saint-Simon, an der drei Armeen mit insgesamt 73 Divisionen beteiligt waren. Ihr Hauptziel war es, einen Durchbruch an diesem Scharnierstück zwischen französischen und britischen Truppen zu erzielen, einen Keil zwischen diese zu treiben und die Front der Verbündeten aufzurollen.
Am 21. März, dem ersten Tag des Unternehmens, konnte die Verteidigung des Gegners durchbrochen und an den Folgetagen auf 80 Kilometern Breite ein Einbruch von etwa 65 Kilometern in französisches Territorium erreicht werden. Während die 18. Armee im Süden unter dem Kommando von General von Hutier zwei französische Armeen regelrecht vor sich hertrieb, hatten es die 2. Armee (Marwitz) und die 17. Armee (Below) gegen zwei englische Armeen unter General Gough und General Byng weiter nördlich um einiges schwerer. Deshalb verstärkte Ludendorff diese beiden Formationen im Gegensatz zu Hutiers Armee. Allerdings ließ er den Anfangsplan unverändert und wies die drei Truppenteile weiter an, in divergierenden Richtungen vorzugehen.
Operation Michael erlahmte bereits nach sechs Tagen, denn schon ab dem 27. März konnten die deutschen Einheiten aufgrund der Verlegung französischer Reserveeinheiten an die Front bei Amiens kaum noch Geländegewinne verzeichnen. Schlussendlich wurden die Vorstöße nach dem fehlgeschlagenen Versuch der Eroberung von Amiens aufgegeben und am 6. April 1918 beendet.
Die deutschen Verluste werden im Sanitätsbericht über das deutsche Heer wie folgt angegeben: An der Schlacht waren im Zeitraum vom 21. März 1918 bis zum 10. April 1918 die deutsche 2., 17. und 18. Armee beteiligt. Es wurden durchschnittlich 1.386.585 Soldaten zeitgleich auf rund 90 Divisionen verteilt eingesetzt.
- Erkrankt: 64.192
- Verwundet: 181.694
- Gefallen: 35.163
- Vermisst: 22.701
- Summe Verluste: 303.750, davon 239.558 blutige Verluste

Die Verluste betrugen auf Seiten der Entente etwa 254.700 Tote, Verwundete und Vermisste.
Vier weitere Offensiven wurden durchgeführt, wobei jeweils durch Kräfteverschiebungen versucht wurde, an der Angriffsstelle ein örtliches Übergewicht zu schaffen.

### Operation Georgette
Schon die zweite Offensive, Operation Georgette vom 9. bis 29. April mit dem Ziel des Vormarsches auf den Kanal, zeigte kaum noch Wirkung – unter anderem, da sich die Briten auf die neue Taktik der deutschen Armee eingestellt hatten und eine flexiblere Verteidigung übernahmen.
Die Verluste auf deutscher Seite betrugen 109.300 Mann bei 28 beteiligten Divisionen. Die 25 beteiligten britischen Divisionen verloren 76.300 Mann und 8 französische 35.000 Mann, einschließlich Gefangener.

### Operation Blücher-Yorck

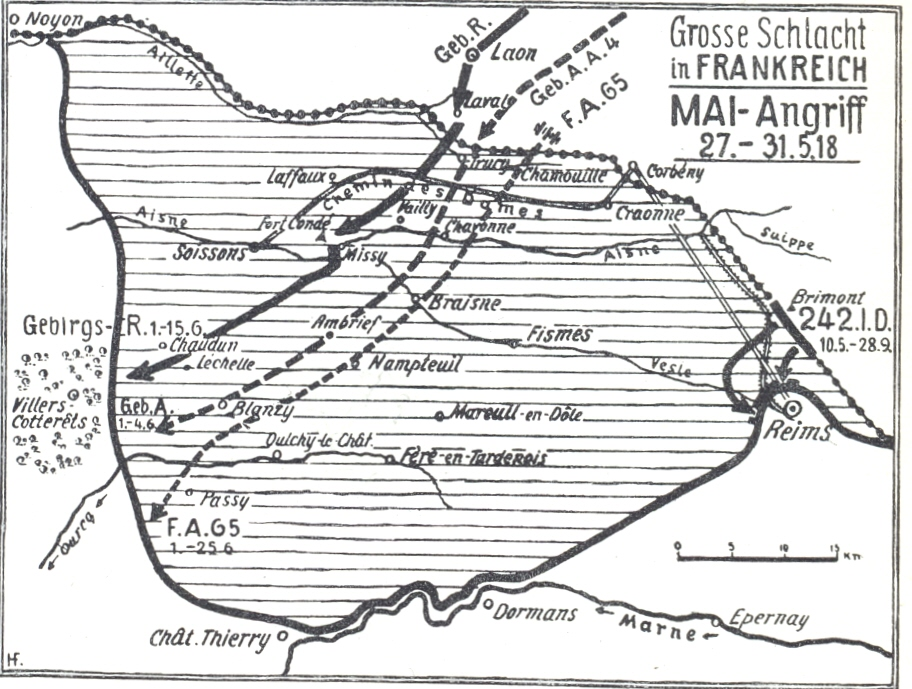
Karte der Operation „Blücher-Yorck“

Allein der dritten Offensive der deutschen 7. Armee, Operation Blücher-Yorck vom 27. Mai bis 6. Juni, wurde noch ein großer Geländegewinn entlang der Marne zuteil, bei dem man bis auf 92 Kilometer an Paris heranrückte. 29 deutsche Divisionen waren beteiligt, davon 17 in der ersten Angriffswelle. Sie war als Ablenkungsangriff vor einem abschließenden Schlag gegen die Briten in Flandern gedacht. Der Befehlshaber der französischen 6. Armee, General Duchêne, hatte seine Reserven im Einklang mit antiquierten Taktiken nahe dem Frontbereich konzentriert. Sie wurden somit ein leichtes Opfer des neuen deutschen Offensivverfahrens. In den ersten drei Tagen stießen die Deutschen auf fast 50 km Breite rund 30 km vor und nahmen 60.000 Gefangene. Der Angreifer verlor in dieser Offensive etwa 130.000 Soldaten, die Franzosen 98.160, die Briten 28.703 und die erstmals in größerem Umfang beteiligten Amerikaner rund 11.000 Mann. Die Deutschen setzten im Verlauf der Offensive das Paris-Geschütz ein, um direkt die französische Hauptstadt zu beschießen. Dies hatte keinen militärischen Nutzen, löste aber eine Panik unter der Zivilbevölkerung aus. Insgesamt starben 256 Zivilisten, 620 wurden verwundet.

### Operation Gneisenau und Operation Marneschutz-Reims
Operation Gneisenau, auch Schlacht an der Matz genannt, lief vom 9. bis 13. Juni im Raum Noyon-Montdidier. 23 deutsche Divisionen kamen kaum voran, weil sie am 11. Juni von einem französischen Gegenangriff gestoppt wurden. Die Deutschen verloren 30.000 und die Alliierten 35.000 Mann. Als letzte deutsche Offensive zeigte die Operation Marneschutz-Reims vom 15. bis 18. Juli keine nennenswerte Wirkung mehr und brachte nur wenige Kilometer an Raumgewinn. Die Alliierten waren durch Überläufer und Luftaufklärung vorgewarnt. 47 beteiligte deutsche Divisionen verloren in der Offensive rund 50.000, die alliierten Truppen 45.000 Mann. Die am 18. Juli an der Marne begonnene alliierte Gegenoffensive – mittlerweile waren 19 US-Divisionen in Frankreich – zwang die Deutschen schließlich wieder zum Rückzug hinter die Aisne und die Schlacht bei Amiens begradigte auch den während der Operation Michael geschaffenen Frontbogen.

## Gründe des Scheiterns

### Strategische Fehler der deutschen Führung
Ludendorff, der sich als Defensivstratege bewährt hatte, machte in der Offensive folgenreiche Fehler. Die Entscheidung, die Truppenteile zu verstärken, welche auf den hartnäckigsten Widerstand stießen, führte zu einem unsachgemäßen Einsatz der Kräfte. Die Erkenntnisse des nachfolgenden Weltkrieges zeigten, dass zur Maximierung des Schockeffekts gerade jene Truppenteile verstärkt werden sollten, welche bereits den größten Erfolg (im Sinne des tiefsten Einbruchs) erzielt hatten. Generell war die Reservehandhabung problematisch, da nur die Truppen in der ersten Frontlinie verstärkt wurden und man während der Offensive keine vollen neuen Einheiten heranbrachte. Dies führte zu einem raschen Ermüden der eingesetzten Kräfte. Im Weiteren fiel auch die Fixierung des Generalstabs allein auf den militärischen Begriff des Durchbruchs negativ ins Gewicht. Die Offensive war zwar von der OHL durchweg methodisch geplant worden, doch nur bis zu dem vermeintlich entscheidenden Ziel, dem Stoß durch die feindlichen Linien. Ein geordneter Plan für das Ausnutzen der entstandenen Lücken, geschweige denn für ein Umfassungsmanöver wurde nicht erstellt. Der Schockangriff von Stoßtruppen wurde zwar als taktisch entscheidender Faktor erkannt, dieses Prinzip als strategisches Moment zu nutzen, wurde aber nicht in Betracht gezogen.

### Entzifferung des deutschen Funkverkehrs
Zur Verschlüsselung ihres geheimen Nachrichtenverkehrs benutzte das deutsche Militär vor und während der Frühjahrsoffensive das ADFGX-Verfahren, das als neue manuelle Verschlüsselungsmethode ab dem 1. März 1918 an der Westfront eingesetzt wurde. Ab dem 1. Juni 1918 wurde ADFGX durch die erweiterte ADFGVX-Verschlüsselung abgelöst. Trotz des anfänglichen Überraschungseffekts gelang es dem französischen Kryptoanalytiker und Artillerie-Offizier Capitaine Georges Painvin noch im April 1918, das Verschlüsselungsverfahren zu brechen und die deutschen Funksprüche zu entziffern. Damit war den Franzosen im Vorfeld bereits klar, an welcher Stelle die Deutschen ihren Hauptangriff planten und sie konnten ihre eigenen Kräfte entsprechend umstellen und so einen entscheidenden Durchbruch verhindern, der nach Ansicht mehrerer Autoren die deutschen Sturmtruppen vermutlich nach Paris geführt hätte (siehe auch: Zitate im Artikel über Painvin).

### Taktische Schwächen der deutschen Führung
Die Taktik der Infanterie wurde zwar durch Hutier revolutioniert, der Einsatz der Artillerie jedoch wurde dem nur in Maßen angepasst. Man verkürzte zwar die Dauer des Artillerieschlages, aber ihr Einsatz wurde noch wie zu Beginn des Krieges geregelt. Während kleinere Bewegungen längst von Offizieren an der Front geleitet wurden, schossen die Kanonen der Armee noch nach einem stur ausgearbeiteten Feuerplan. Somit konnte die vorbereitende Feuerwalze den Angriffstruppen davonlaufen, wenn diese zu langsam vorankamen. Infolgedessen wurde die Schlagkraft der Attacke eben an jenen Punkten gehemmt, wo der Vormarsch sich schon von Anfang an langsam gestaltete.

### Versorgungszustand des deutschen Heeres und Grippe
Die Armee des deutschen Reiches litt im letzten Kriegsjahr unter enormen Versorgungsschwierigkeiten, der durchschnittliche Soldat war nach normalen Gesichtspunkten unterernährt. Die Ausrüstung bestand vielfach nur aus minderwertiger „Ersatzware“. Dabei beging die OHL noch eine bewusste Propagandalüge. Es wurde nämlich verlautbart, die Entente leide infolge des uneingeschränkten U-Boot-Krieges unter denselben Nöten. Als die vorstürmenden Einheiten das genaue Gegenteil feststellten, wirkte dies als Anreiz, das Plündern gegnerischer Vorratslager dem Angriff vorzuziehen, was wiederum zur Erlahmung des Angriffs beitrug.
Im April erreichte die erste Welle der Spanischen Grippe zuerst die französische Front, dann auch die deutsche. Drei Viertel der französischen, die Hälfte der britischen Streitkräfte und rund 900.000 Mann der deutschen Streitkräfte waren durch die Grippewelle zeitweise außer Gefecht gesetzt.

## Folgen
Mit dem Scheitern der Frühjahrsoffensive wurde die militärische Niederlage des Kaiserreichs endgültig besiegelt. Die Moral unter den Soldaten des Kaisers sank erheblich, da man ihnen das Unternehmen als letzte Anstrengung vor dem Sieg verkaufte, auch wenn die Disziplin noch nicht ernsthaft bröckelte.
Im Jahresverlauf 1918 war die deutsche Armee nur noch zur Defensive fähig, konnte aber einen totalen Zusammenbruch der Frontlinie trotz der durch US-Truppen durchgeführten Meuse-Argonne-Offensive bis zum Waffenstillstand von Compiègne am 11. November 1918 vermeiden.
Im militärischen Bereich hatte die Operation auch die weitere Folge, dass die Verbündeten sich nach dem Schock der Offensive nun endlich auf Marschall Foch als gemeinsamen Oberbefehlshaber einigen konnten. Dies führte zu einer erheblichen Straffung der Koordination unter ihren Truppenteilen.
Der Große Generalstab sah sich sämtlicher weiterer Optionen aufgrund der Verluste der Offensive beraubt und hatte damit jede Möglichkeit zur Initiative an der Westfront verloren. In diesem Moment suchte die Oberste Heeresleitung, die Verantwortung an die (durch sie eigentlich marginalisierten) Politiker abzuschieben. General Ludendorff forderte die politische Führung des Reiches auf, einen Frieden mit der Entente auszuhandeln. Im politischen Bereich wirkten die Frühjahrsoffensiven als ein Grund für die Verbreitung der Dolchstoßlegende, denn sie erweckten den Anschein, das deutsche Heer habe im Krieg seine Schlagkraft nicht eingebüßt und das Schlachtfeld unbesiegt verlassen.